# Haworth-Synthese
Die Haworth-Synthese ermöglicht die Herstellung von Phenanthren, einem aromatischen Kohlenwasserstoff. Sie wurde 1932 vom englischen Chemiker Robert Downs Haworth (1898–1990) vorgestellt.
Die nachfolgenden Syntheseschritte werden in der Literatur beschrieben:
Im ersten Schritt wird Naphthalin 1 mittels Friedel-Crafts-Acylierung durch Bernsteinsäureanhydrid 2 acyliert. Die dabei entstehende γ-Ketosäure 3 wird anschließend mittels Clemmensen-Reduktion mit Zinkamalgam und Salzsäure reduziert, sodass das Naphthalin-Derivat 4 gebildet wird. Durch Zugabe von Schwefelsäure kommt es dann zur Abspaltung von Wasser. Durch eine darauffolgende intramolekulare elektrophile Substitution entsteht das Keton 5. Dann folgt nochmals eine Clemmensen-Reduktion, wobei der tricyclische Kohlenwasserstoff 6 gebildet wird. Die Dehydrierung von 6 mit Selen liefert Phenanthren 7.